# Bhajju Shyam
Bhajju Shyam (* 1971 in Patangarh, mit vollem Namen: Bhajju Singh Shyam) ist ein indischer Künstler. Internationale Anerkennung erhielt er für sein Buch The London Jungle Book (2004), mit dem er die Kunst der Gond weltweit bekannt machte. Für sein Buch The Night Life of Trees (2006) wurde er 2008 mit dem Bologna Ragazzi Award ausgezeichnet. Bhajju Shyam lebt in Bhopal.

## Leben und Werk

### Kindheit und Jugend
Bhajju Shyam wurde 1971 in Patangarh geboren und hat zwei Geschwister. Erste Erfahrung mit Malerei machte er, als er seiner Mutter half, die Böden und Wände ihres Hauses mit traditionellen Gond-Motiven zu bemalen, die sie nicht erreichen konnte. Im Alter von 16 Jahren ging Shyam nach Bhopal, um Arbeit zu finden, und arbeitete drei Monate lang unter anderem als Wachmann. Sein Onkel, der Gond-Künstler Jangahr Singh Shyam, war zu dieser Zeit Artist in Residence im dortigen Museum of Mankind und bat ihn, die Details seiner Gemälde auszumalen. Schließlich wurde er sein Auszubildender. Jangahr Singh Shyam bemerkte das Talent seines Neffen und ermutigte ihn, selbst als Künstler zu arbeiten.

### Karriere als Maler
Schnell machte sich Bhajju Shyam in ganz Indien einen Namen als Gond-Künstler. 1998 wurde sein Werk erstmals international ausgestellt, im Musée des Arts décoratifs in Paris. Bhajju Shyams künstlerisches Werk wurde bis heute in Deutschland, Frankreich, Großbritannien, Indien, Italien, den Niederlanden, Singapur, Russland und den USA ausgestellt. Er lebt mit seiner Frau und seinen zwei Kindern in Bhopal.

### Karriere als Bilderbuchillustrator
Mit Beasts of India (2003), The London Jungle Book (2004), The Night Life of Trees (2006), That´s How I See Things (2007), I Like Cats (2009), The Flight of the Mermaid (2009), Signature - Patterns in Gond Art (2010) und Alone in the Forest (2013) sind bislang acht von Bhajju Shyam illustrierte (zum Teil in Zusammenarbeit mit anderen Illustratoren), zum Teil auch von ihm verfasste Bücher erschienen, die im indischen Verlag Tara Books in englischer Sprache publiziert wurden. Mit Creation ist ein weiteres Buch von Bhajju Shyam angekündigt, das bei Tara Books erscheinen wird, allerdings noch ohne konkretes Veröffentlichungsdatum. Im deutschsprachigen Raum ist mit Das Geheimnis der Bäume (2009) nur The Night Life of Trees in Übersetzung erhältlich, das bei Baobab Books erschienen ist. Bhajju Shyams Bücher sind neben dem Englischen und Deutschen in zehn weiteren Sprachen (Dänisch, Französisch, Italienisch, Japanisch, Katalanisch, Koreanisch, Niederländisch, Portugiesisch, Spanisch, Schwedisch) erschienen.
The London Jungle Book ist ein Bericht von Bhajju Shyams Reise nach London im Jahr 2002 – seiner ersten Reise in eine westliche Stadt überhaupt. Grund der Reise war der Auftrag des dortigen indischen Restaurants Masala Zone im Stadtteil Islington, den Innenbereich zu bemalen. Über seine Arbeit dort sagt Shyam: "At first the owners only wanted a few paintings, but once we started they liked the Gond art so much that they asked us to cover all the walls on all three floors — a 2,000 sq. ft. area". The London Jungle Book, das zusammen von Tara Books und dem Museum of London herausgegeben wurde, ist sein international bekanntestes Werk. Mit Erscheinen des Buches im November 2004 zeigte das Museum gleichzeitig eine dreimonatige Ausstellung. Das Buch ist inzwischen neben dem Englischen in fünf weiteren Sprachen erschienen (Französisch, Italienisch, Koreanisch, Niederländisch, Portugiesisch). Die Ausstellung war in Deutschland, Großbritannien, Italien, den Niederlanden und Russland zu sehen.
Das Geheimnis der Bäume enthält verschiedene Gemälde von Bhajju Shyam und zwei weiteren Künstlern. Eine begleitende Ausstellung mit Originalgemälden aus dem Buch war in London, Paris, Anchorage und Alaska zu sehen.

## Presseschau

### Allgemeine Bedeutung als Künstler
“Bhajju then went on to become one of the finest living artists of the Gond tribe. Intricate and colourful, Bhajju’s work is well known throughout India and has been exhibited in the UK, Germany, Holland and Russia.”

### The London Jungle Book(2004)
“The result, The London Jungle Book […], is an extraordinary example of reverse-anthropology. London is transformed into a marvellous bestiary, full of foxes and bats, of four-armed goddesses and worms underground, of fish-women and bird-men. […] There are few books in the world that contain such a happy marriage of image and text. The two or three paragraphs that accompany each image are a beautiful blend of anecdote and explanation. You´re led inside a remarkable mind, introduced to, and charmed by, a unique voice and you come away from the book uplifted by the realisation that even in our commodified, advertising-bombarded, globalised world, there are genuinely different "ways of seeing".”

“Though his statements are straightforward and unpretentious, there's a touch of the earthy thinker about Bhajju — an attitude and sense of philosophy that is firmly rooted in traditional values and native wisdom — that makes every statement seem more than it is.”

### That´s How I See Things(2007)
“Bhajju Shyam has illustrated Sirish Rao’s humorous and profound tale about the power of art and the imagination. Siena Baba is a happy artist with a weird and wonderful way of seeing the world – and an even weirder and more wonderful way of painting it. People say his pictures look like nothing they know, but that doesn’t bother him. Until one day, he starts to paint an extraordinary set of animals that do not seem to appreciate just how fantastic they are. Populated with such charming and disgruntled creatures as the Pea-pig, the Croco-rooster and the Monk-upine, children and adults alike will never want to leave the vibrant and surreal world of Siena Baba.”

### The Night Life of Trees(2006) /Das Geheimnis der Bäume(2009)
„Fast möchte man gar nicht berichten, dass dieses Buch in vorbildlichem Fair Trade hergestellt wurde, sonst denkt einer, er solle es kaufen, als gute Tat. Das wäre ein Missverständnis. Denn dies ist Kunst. Sie versteht etwas von der Welt, die abgeholzt wird.“

„In Das Geheimnis der Bäume wird auf jeder Doppelseite ein Baum vorgestellt – eine Zwischenstufe zwischen ordinärer Botanik und göttlicher Weisung. So steckt in den Bildern von Bhajju Shyam, Durga Bai und Ram Singh Urveti höchst Philosophisches um die Fragen, wer wir sind, woher wir kommen und wohin wir gehen. Das scheint harte Kost für Kinder zu sein. Letztendlich sind das aber doch die Fragen, mit denen Eltern bombardiert werden, sobald die ersten Sätze aus dem Mund eines Kindes sprudeln. [...] Wertvoll ist Das Geheimnis der Bäume nicht nur, weil darin der weithin unbekannte Schatz der Gond nach Europa transportiert wird. Sondern auch, weil man mit diesem Buch ein Stück fair produzierte, traditionelle indische Handwerkskunst in Händen hält. Das handgeschöpfte schwarze Papier erinnert an dickes Tonpapier; darauf leuchtende Farben in feinen Linien, Kreisen oder Punkten, die als Gesamtkunstwerk ein Tier mit dem Baum vereinen. Kein Buch, das mal kurz gelesen wird und dann wieder ins Regal wandert; vielmehr ein Buch zum Zusammensitzen, Phantasieren, Schmunzeln.“

„In den Bildern dieser drei Gond-Künstler eröffnet sich vor unseren Augen eine wundersame, kunstvolle Welt voller Geschichten.“

The Night Life of Trees, silk screened and hand bound, is filled with "luminous, intricately drawn visions of trees", featuring the art work of three fine artists from the Gond tribe: Bhajju Shyam, Ram Singh Urveti und Durga Bai. At the 2008 Bologna Children´s Book Fair, Trees won the "Ragazzi New Horizons" award, making it the first Indian book to do so. No less an art critic than John Berger described it as "A book where the nightingale sings until the morning."

## Bibliografie

### Bücher von Bhajju Shyam
| Englischsprachige Originalausgabe | Deutschsprachige Übersetzung | Anmerkungen |
| --- | --- | --- |
| 2003: Beasts of India, Kanchana Arni und Gita Wolf (Herausgeber), Bhajju Shyam und andere Künstler (Illustration), Tara Books (Chennai), ISBN 81-86211-78-0                                                              | | nicht in deutscher Übersetzung erschienen                                                                               |
| 2004: The London Jungle Book, Bhajju Shyam (Text und Illustration), Tara Books (Chennai), ISBN 81-86211-87-X | | nicht in deutscher Übersetzung erschienen                                                                               |
| 2006: The Night Life of Trees, Gita Wolf und Sirish Rao (Adaption und Bearbeitung der hinduistischen Erzählungen), Bhajju Shyam, Durga Bai und Ram Singh Urveti (Illustration), Tara Books (Chennai), ISBN 81-86211-92-6 | 2009: Das Geheimnis der Bäume, Eveline Masilamani-Meyer (Übersetzung aus dem Englischen), NordSüd (Zürich), ISBN 978-3-314-01999-9 | erschienen innerhalb der Reihe Baobab 2012 deutsche Neuausgabe: Baobab Books, Basel, ISBN 978-3-905804-42-3.            |
| 2007: That´s How I See Things, Sirish Rao (Text), Bhajju Shyam (Illustration), Tara Books (Chennai), ISBN 978-81-86211-10-6                                                                                              | | nicht in deutscher Übersetzung erschienen                                                                               |
| 2009: I Like Cats, Anushka Ravishankar (Text), Bhajju Shyam (Illustration), Tara Books (Chennai), ISBN 978-81-906756-1-1                                                                                                 | | nicht in deutscher Übersetzung erschienen                                                                               |
| 2009: The Flight of the Mermaid, Gita Wolf und Sirish Rao (Text), Bhajju Shyam (Illustration), Tara Books (Chennai), ISBN 978-81-906756-0-4                                                                              | | basierend auf dem Märchen Die kleine Meerjungfrau von Hans Christian Andersen nicht in deutscher Übersetzung erschienen |
| 2010: Signature - Patterns in Gond Art, Gita Wolf, Bhajju Shyam und Jonathan Yamakami (Herausgeber), Bhajju Shyam, Durga Bai und andere Künstler (Illustration), Tara Books (Chennai), ISBN 978-93-80340-02-9            | | nicht in deutscher Übersetzung erschienen                                                                               |
| 2013: Alone in the Forest, Gita Wolf und Andrea Anastasio (Text), Bhajju Shyam (Illustration), Tara Books (Chennai), ISBN 978-81-923171-5-1                                                                              | | nicht in deutscher Übersetzung erschienen                                                                               |
| Erscheinungsjahr unbekannt: Creation, Bhajju Shyam (Illustration), Tara Books (Chennai) | | nicht in deutscher Übersetzung erschienen                                                                               |

### Bücher über Shyam
| Originalausgabe | Anmerkungen                                                                                        |
| --- | -------------------------------------------------------------------------------------------------- |
| 2008: Unterrichtseinheit zu "Das Geheimnis der Bäume", Regula Rappo-Raz und Eveline Masilamani-Meyer (Text), Sonja Matheson und Marianne Gujer (Redaktion), Kinderbuchfonds Baobab und Alliance Sud, ISBN 978-3-905804-14-0 | kostenloser Download (PDF; 3,0 MB) der Unterrichtseinheit                                          |
| 2013: The Cambridge Introduction to Travel Writing, Tim Youngs (Text), Cambridge University Press (Cambridge), ISBN 978-0-521-87447-2                                                                                       | Erwähnung von The London Jungle Book auf S. 122 und 124. nicht in deutscher Übersetzung erschienen |

## Ausstellungen
- 1997: Galerie Dauphin in Singapur
- 1997: Adivasi Fine Arts Exhibition in Bhopal
- 1997: Indira Gandhi National Human Museum in Patangarh
- 1997: Raja Award Exhibition in Bhopal
- 1997: Cultural Resource and Training Centre in Trivandrum
- 1998: Gruppenausstellung zur stammesbezogenen und populären indischen Kunst im Musée des Arts décoratifs in Paris
- 1998: Kala Vikas Kendra in Bhopal
- 1998: Karthik Culture Festival Society in Faridabad
- 1999: South Central Zone Cultural Centre in Nagpur
- 1999: Samanvay 99 in der Lalit Kala Academy in Neu-Delhi
- 2001: Rikta, Tribute to Jangarh Singh Shyam, in Bhopal
- 2004: Tiere aus Indien in De Bijenkorf in Arnheim
- 2004: Dieren van India bei der Lucid GmbH in Fürth
- 2004: Essence of the World in Bischkek
- 2004: The London Jungle Book im Museum of London in London ab 12. November
- 2005: Arteutopia Gallery in Mailand
- 2005: Crossing Borders Festival in Den Haag
- 2005: Museum of London Docklands in London
- 2005: Horniman Museum in London
- 2006: Rebecca Hossack Gallery in London
- 2006: University of Alaska in Anchorage
- 2006: Les Trois Urses in Paris
- 2009: Ausstellung über den Narmada im Museum Indira Gandhi Rashtriya Manav Sangrahalaya (Staatsmuseum der Menschheit)

## Festivalteilnahmen und Artist in Residence-Aufenthalte
- 1999: Artist in Residence im National Crafts Museum in Neu-Delhi
- 2004: Artist in Residence im Museum of London
- 2008: Bookaro Children´s Literature Festival in Neu-Delhi, Vorstellung des Buches The London Jungle Book
- 2013: Kinder- und Jugendprogramm des 13. internationalen literaturfestivals berlin im September

## Auftragsarbeiten
- 2002: Bemalung des Innenraums im Restaurant Masala Zone im Londoner Stadtteil Islington
- 2005: Gemälde für das Hotel Ashok in Neu-Delhi
- 2005: Illustrationen für das Hindi Promotion Program von BBC World Service

## Auszeichnungen
- 2001: Staatspreis als bester indigener Künstler
- 2002: Staatspreis von Hasta Shilp Vikas Nigam (Entwicklungsbehörde für Handwerk in Mahya Pradesh) für Origin of Man and the Earth
- 2006: Ehrenvolle Erwähnung bei den US Independent Publisher Awards in der Kategorie Multicultural Fiction für The London Jungle Book
- 2008: Bologna Ragazzi Award in der Kategorie New Horizons für Das Geheimnis der Bäume
- 2009: Ehrung durch das Museum Indira Gandhi Rashtriya Manav Sangrahalaya in Bhopal
- 2010: Certificate of Honour for Illustration vom IBBY für That´s How I See Things[11]
- 2018: Padma Shri[12]